# Johannes ǃGawaxab
Johannes ǃGawaxabKlicklaut (* 1956 in Südwestafrika) ist als Gouverneur der Bank of Namibia der höchste Banker in Namibia. Er ist als solcher für die Geldpolitik des Landes zuständig.

## Bildung
ǃGawaxab besuchte nach seiner Schulbildung die University of South Africa (UNISA), wo er 1989 einen Bachelor of Arts machte. Diesem folgte 1994 ein Master of Science Organisatzionsführung von UNISA. Anschließend absolvierte er einen Master of Arts an der Kingston Business School in London im Vereinigten Königreich. ǃGawaxab hält zudem ein Zertifikat in Leadership der London Business School. 2007 folgte ein Management-Studium an der Harvard Business School.

## Berufliche Laufbahn
ǃGawaxab begann seine berufliche Laufbahn als Unternehmensmanager beim Versicherungs- und Finanzkonzern Old Mutual. Für neun Jahre war er Chief Executive Officer von Old Mutual Africa. 2015 machte sich ǃGawaxab mit dem Finanzunternehmen Eos Capital selbständig. Zur gleichen Zeit diente er in zahlreichen Aufsichtsräten namibischer Staatsunternehmen.
ǃGawaxab übernahm am 3. Juni 2020 den Gouverneursposten der Bank of Namibia.